# Veseli Horî, Kroleveț
Veseli Horî (în ucraineană Веселі Гори) este un sat în comuna Cervonîi Ranok din raionul Kroleveț, regiunea Sumî, Ucraina.

## Demografie
Componența lingvistică a localității Veseli Horî
     Ucraineană (100%)
Conform recensământului din 2001, toată populația localității Veseli Horî era vorbitoare de ucraineană (100%).